# Palazzo D'Aquino
Il Palazzo D'Aquino di Taranto è uno dei palazzi del Borgo Antico della città.
Fu costruito sul finire del Cinquecento, e diventò di proprietà della nobile famiglia dei d'Aquino nel Seicento. L'ingresso del palazzo si trova a pendio La Riccia.
La famiglia dei conti di Aquino, di antica estrazione longobarda, giunse a Taranto nel XV secolo come alleata nella congiura ordita contro Ferdinando I di Napoli da Giovanni Antonio Orsini Del Balzo. 
Il palazzo fu anche destinato in parte ad ospitare l'Accademia degli Audaci, un circolo culturale istituito nella seconda metà del Cinquecento dallo storico Giovanni Giovine e dal poeta Cataldo Antonio Mannarino, collegato con quelli di Napoli e Roma.
Tommaso Niccolò d'Aquino continuò ed intensificò l'attività dei suoi predecessori presso questa accademia, promuovendo discussioni e studi sui temi legati alla poesia, alla teologia, alla filosofia, alla botanica e alla zoologia, e favorendo la diffusione del sapere nella città insieme al Seminario Arcivescovile ed al collegio dei padri Gesuiti.
La destinazione prevista per il palazzo è attualmente quella di sede dell'Archivio Storico Comunale e sede universitaria.
L'edificio ha una struttura quadrangolare, e i suoi ambienti si sviluppano intorno ad un cortile interno. Alle sue spalle si apre un grande giardino.
La facciata presenta un grande portale, fiancheggiato da due rocchi in granito che fungevano da paracarri. Ai suoi lati si aprono due grandi finestre rettangolari con cornici imponenti.
Una lapide in marmo ricorda inoltre l'illustre tarantino:

"Tommaso Niccolò d'Aquino in questa casa nacque nel 1665 e morì nel 1721. Qui ospitò l'Accademia degli Audaci. Il Comune nel secondo centenario della morte".
All'interno, è invece possibile notare in alcune sale le tracce di antichi affreschi decorativi.